# شهرک مرزداران

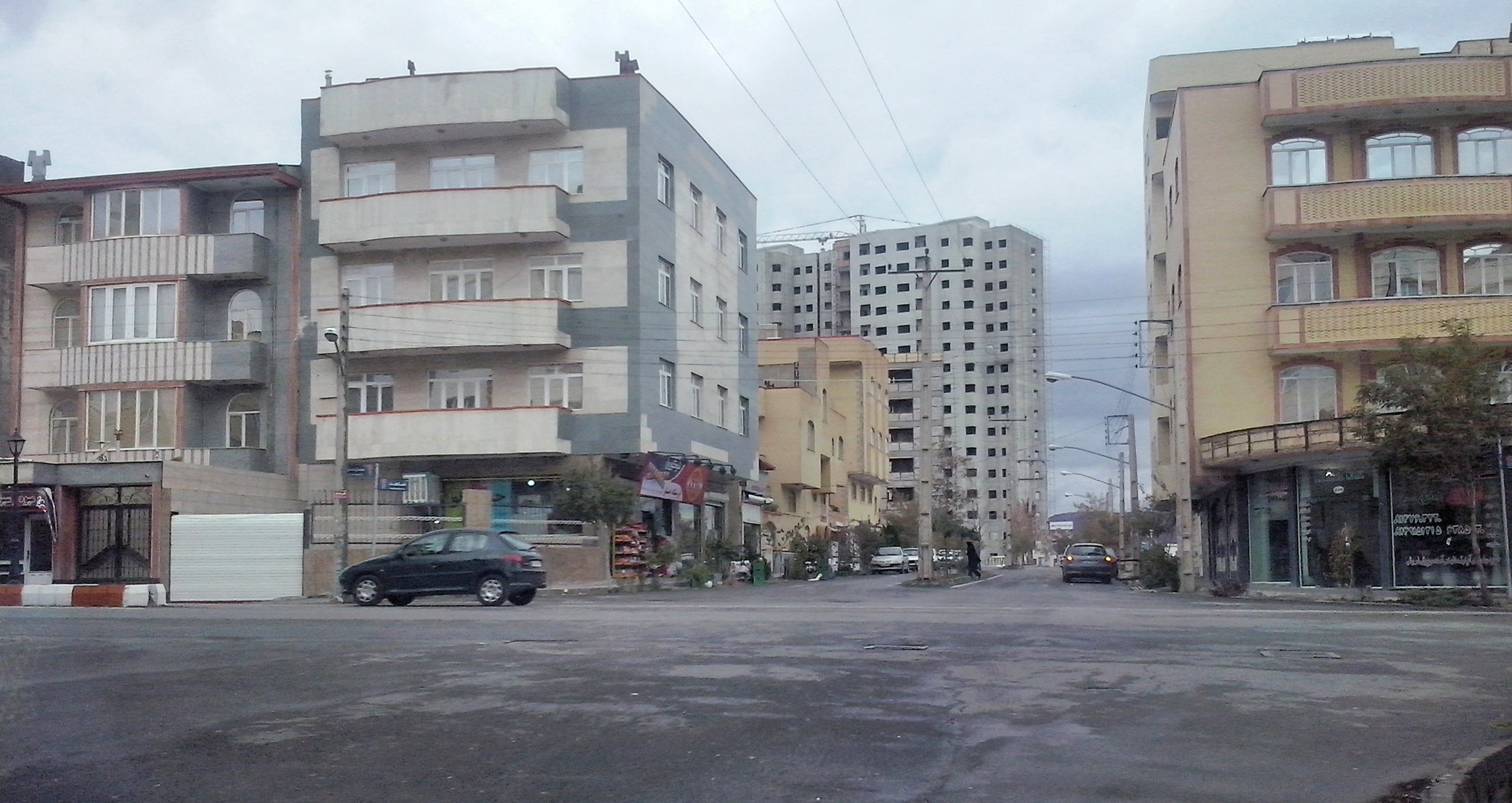
شهرک مرزداران تبریز، به طرف کوی شاهد.

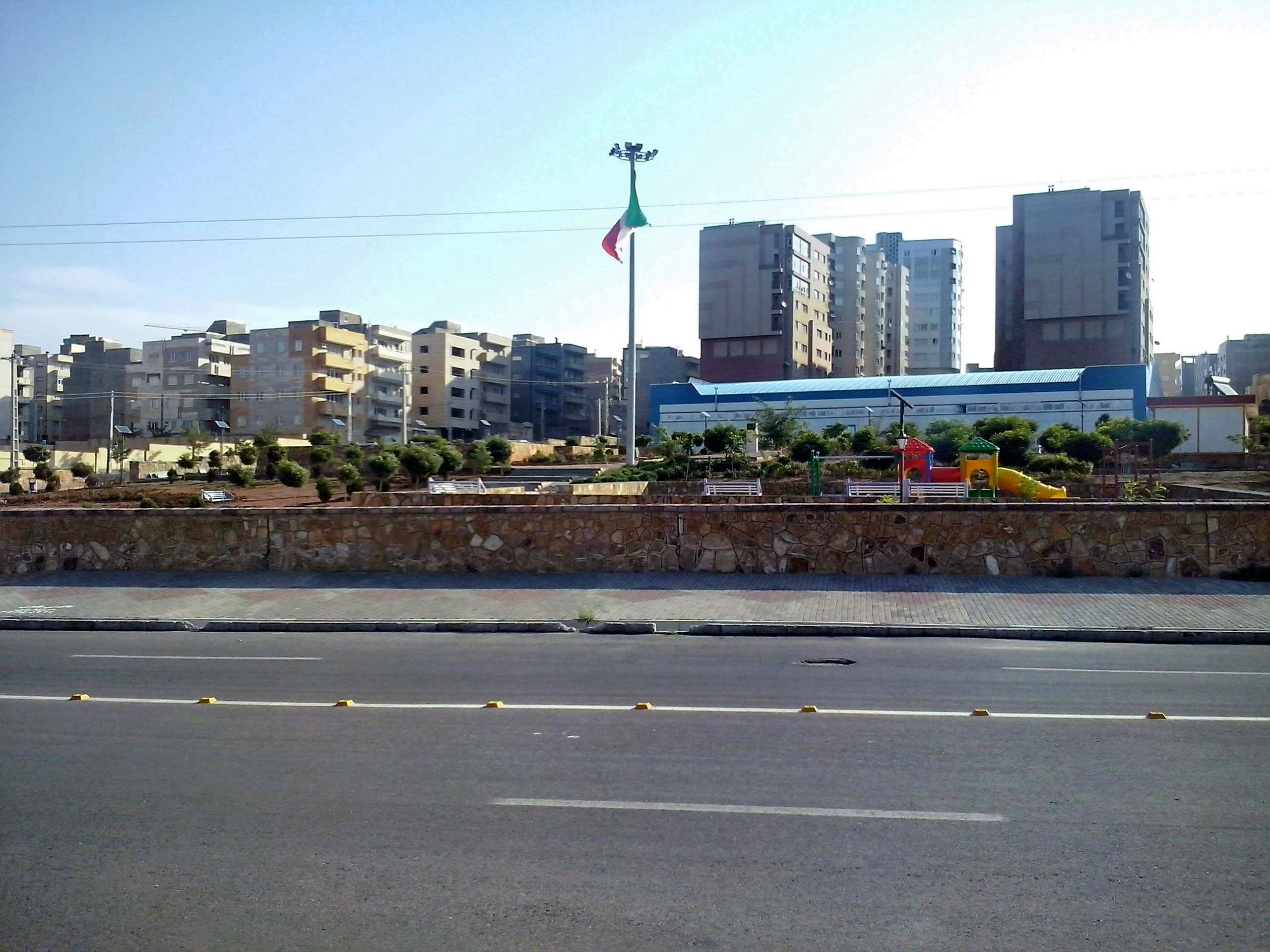
نمایی از بوستان استادان، شهرک مرزداران تبریز.

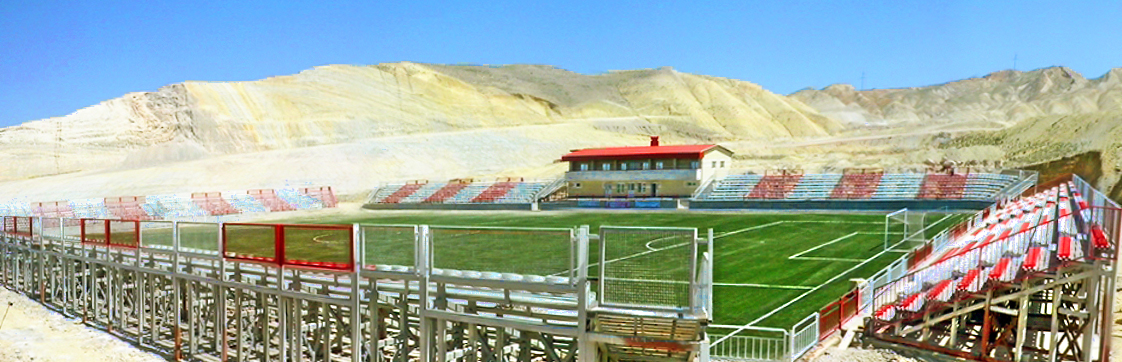
ورزشگاه پنج هزار نفری مرزداران؛ شهرک مرزداران تبریز.

شهرک مرزداران یکی از شهرک‌های نوبنیاد شهر تبریز است که در حوزهٔ استحفاظی شهرداری منطقهٔ ۵ و در شرق این شهر قرار دارد. این شهرک دارای یک ورزشگاه پنج هزار نفری فوتبال، یک سالن ورزشی چند منظوره و شش بوستان است.
شهرک مرزداران تبریز، در مجاورت دانشگاه آزاد اسلامی واحد تبریز، شهرک نصر و نمایشگاه بین‌المللی تبریز واقع شده است.

## بوستان‌ها
- بوستان طه
- بوستان مرزداران
- بوستان کودک
- بوستان نیاوران[۴]
- بوستان بهارستان
- بوستان استادان

## نگارخانه

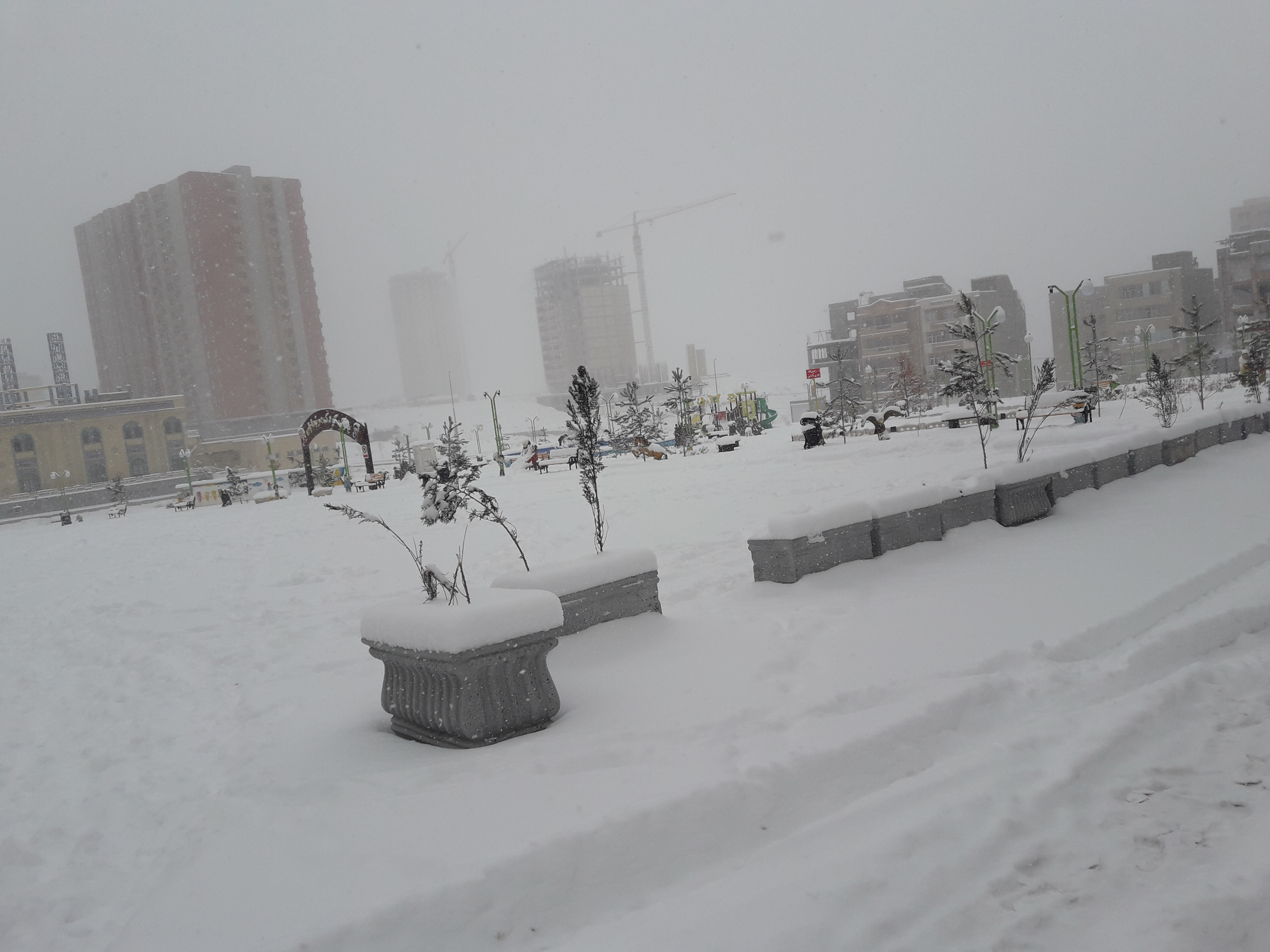
نمایی برفی از بوستان کودکان مرزداران
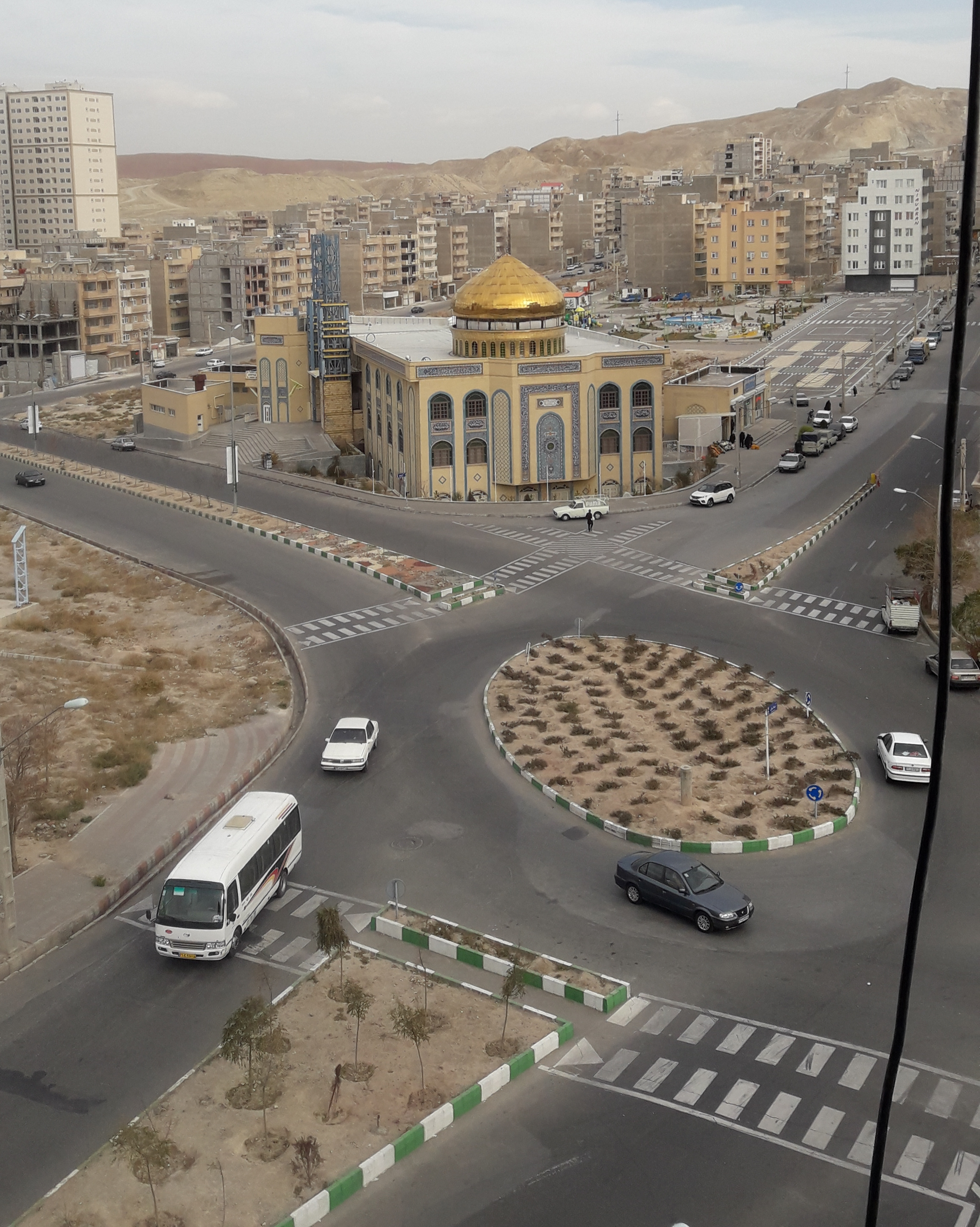
نمایی از بالای مسجد المهدی به سمت شمال
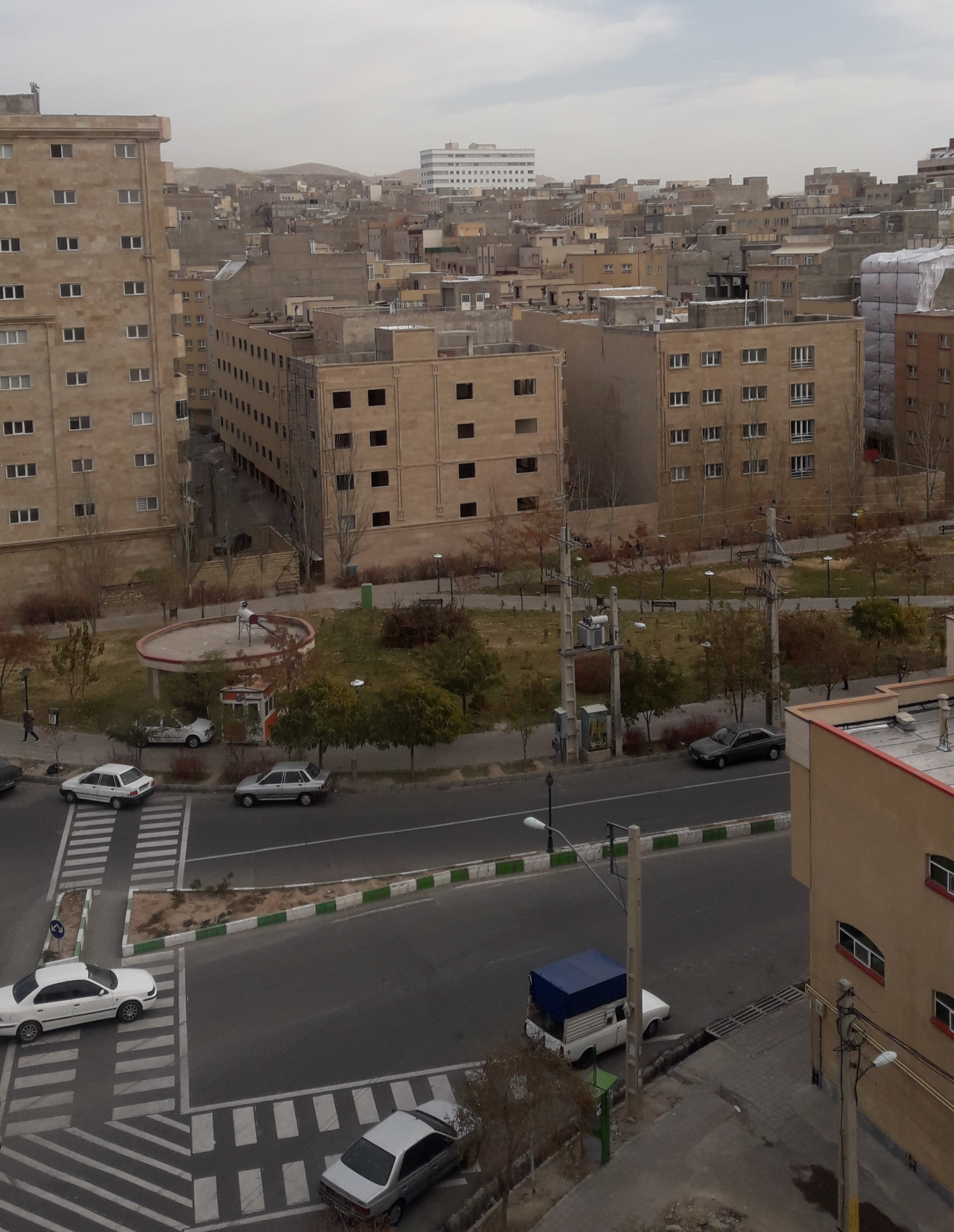
نمایی از بالای بوستان طاها